# Rouge para
Le rouge para, rouge de paranitraniline, ou C.I. 12070, est un colorant azoïque chimiquement semblable au Sudan I. Découvert en 1880 par von Gallois et Ullrich, c'est le premier colorant de ce type à avoir été caractérisé. C'est un colorant réactif qui teint les fibres cellulosiques d'un rouge éclatant, mais résiste assez mal à l'usure du temps. Cette teinture peut être éliminée facilement de ces tissus si elle n'est pas déposée correctement.
La production du rouge para fait intervenir à la fois une étape acide et une étape basique, et des sous-produits acides et basiques sont susceptibles d'être présents dans le produit final. On l'obtient par diazotisation de la 4-nitroaniline à température de 0 à 5 °C en présence d'acide sulfurique H2SO4 et de nitrite de sodium NaNO2, suivie par un couplage avec le β-naphtol :

Synthèse du rouge para à partir de β-naphtol et de 4-nitroaniline.